# Linda Schele
Linda Schele (Nashville, 30 ottobre 1942 – Austin, 18 aprile 1998) è stata un'antropologa e storica statunitense, esperta di epigrafia ed iconografia maya.

## Biografia
Nata a Nashville nel 1942, si laureò in pedagogia e arte all'Università di Cincinnati nel 1960, proseguendo poi gli studi con un Master of Arts conseguito nel 1968. Nello stesso anno sposò l'architetto David Schele e iniziò a insegnare all'University of South Alabama, dove sarebbe rimasta fino al 1980 in qualità di professoressa.
Si avvicinò all'arte maya nel 1970 durante un viaggio nello Yucatán con il marito e, grazie agli studi con Merle Greene Robertson, riuscì a decifrare insieme Peter Mathews e Floyd Loundsbury una lista di nomi di re a Palenque; le scoperte, presentate alla conferenza Mesa Redonda de Palenque nel 1973, contribuirono all'affermazione della Schele come un'autorità nel campo degli studi mesoamericani.
Nella seconda metà degli anni settanta contribuì allo studio dell'epigrafia maya a Dumbarton Oaks e, prima ancora di conseguire il dottorato di ricerca presso l'Università del Texas nel 1980, aveva fondato il Maya Hieroglyphic Workshop, che diede un importante contributo allo studio della cultura maya. Dopo aver ottenuto il PhD continuò ad insegnare l'arte e la cultura maya all'Università del Texas, dove lavorò fino alla morte.
Intorno alla metà degli anni ottanta si unì insieme a David Stuart, Barbara Fash e Nikolai Grube al Copán Mosaics Project; insieme a Stuart, scoprì l'identitò del fondatore della Copán dinastica, K'inich Yax K'uk' Mo'. Nel 1986 curò insieme a Mary Miller la mostra "The Blood of Kings: A New Interpretation of Maya Art" al Kimbell Art Museum; Michael D. Coe ha descritto il catalogo della mostra, scritto a quattro mani da Schele e Miller, come il libro più influente sulla cultura maya negli ultimi cinquant'anni.
Morì di cancro al pancreas il 18 aprile 1998, all'età di 55 anni. Poco prima della sua morte aveva fondato il Linda Schele Precolumbian Endowment, che avrebbe continuato la ricerca nel campo degli studi mesoamericani e pre-colombiani.

## Texas Notes
I Texas Notes erano rapporti informali prodotti da Linda Schele e altri tra 1990 e 1997 per consentire la diffusione dei risultati nel campo dell'epigrafia Maya.
- Redating the Hauberg Stela, Linda Schele, Peter Mathews, Floyd Lounsbury (1990)
- The Palenque War Panel: Commentary on the Inscription, Linda Schele (1990)
- A Proposed Decipherment for Portions of Resbalon Stair, Linda Schele, Peter Mathews (1990)
- Untying the Headband, Linda Schele, Peter Mathews, Floyd Lounsbury (1990)
- Ba as "First" in Classic Period Titles, Linda Schele (1990)
- The Nal Suffix at Palenque and Elsewhere, Linda Schele, Peter Mathews, Floyd Lounsbury (1990)
- A Proposed Reading for the "Penis-Perforation" Glyph, Federico Fahsen, Linda Schele (1991)
- Further Adventures with T128 ch'a, Linda Schele (1990)
- A Substitution Pattern in Curl-Snout's Name, Linda Schele, Federico Fahsen (1991)
- Curl-Snout Under Scrutiny, Again, Federico Fahsen, Linda Schele, (1991)
- Tzuk in the Classic Maya Inscriptions, Nikolai Grube, Linda Schele, (1991)
- New Readings of Glyphs for the Month Kumk'u and their Implications, Linda Schele, Peter Mathews, Nikolai Grube, Floyd Lounsbury, David Kelley (1991)
- Some Observations on the War Expressions at Tikal, Linda Schele (1991)
- A Proposed Name for Rio Azul and a Glyph for "Water", Linda Schele (1991)
- A War at Palenque During the Reign of Ah-K'an, Matthew G. Looper, Linda Schele (1991)
- Some New Ideas about the T713/757 "Accession" Phrases, Linda Schele, Khristaan D. Villela (1991)
- The Lunar Series in Classic Maya Inscriptions, Linda Schele, Nikolai Grube, Federico Fahsen (1992)
- El Zapote and the Dynasty of Tikal, Linda Schele, Federico Fahsen, Nikolai Grube (1992)
- Naranjo Altar 1 and Rituals of Death and Burials, Nikolai Grube, Linda Schele (1993)
- Un verbo nakwa para "batallar o conquistar", Nikolai Grube, Linda Schele (1993)
- Pi as "Bundle", Linda Schele, Nikolai Grube (1993)
- Creation and the Ritual of the Bakabs, Linda Schele (1993)
- The Helmet of the Chakte, Linda Schele, Khristaan Villela (1994)
- Tikal Altar 5, Nikolai Grube, Linda Schele (1994)
- Some Revisions to Tikal's Dynasty of Kings, Linda Schele, Nikolai Grube (1994)
- The Last King of Seibal, Linda Schele, Paul Mathews (1994)
- An Alternative Reading for the Sky-Penis Title, Linda Schele (1994)
- Notes on the Chronology of Piedras Negras Stela 12, Linda Schele, Nikolai Grube (1994)
- New Observations on the Oval Palace Tablet at Palenque, Linda Schele (1994)
- New Observations on the Loltun Relief, Nikolai Grube, Linda Schele (1994)

## Opere principali
- The Bodega of Palenque (Schele, con la collaborazione di Peter Mathews, 1979)
- Sacred Site and World View at Palenque (Schele, 1981), Conferenza di Dumbarton Oaks sui siti mesoamericani e sulle visioni del mondo
- Maya Glyphs: The Verbs (Schele, 1982)
- The Mirror, the Rabbit, and the Bundle : Accession (Schele, 1983)
- The Founders of Lineages at Copán and Other Maya Sites (Schele, 1986) Copán Note VIII
- The Blood of Kings (Schele, con la collaborazione di Mary Ellen Miller, 1986)
- A Forest of Kings (Schele, con la collaborazione di David Freidel, 1990)
- Maya Cosmos (Freidel, Schele, con la collaborazione di Parker, 1993)
- Hidden Faces of the Maya (Schele, con la collaborazione di Jorge Perez de Lara, 1997)
- The Code of Kings (Schele, con la collaborazione di Peter Mathews, 1998)

## Riconoscimenti
La sua tesi di dottorato, "Maya Glyphs: the Verbs", è stata pubblicata nel 1982 e ha vinto il premio "The Most Creative and Innovative Project in Professional and Scholarly Publication", conferito dalla Professional and Scholarly Publishing Division dell'Association of American Publishers. The Blood of Kings ha ricevuto l'Alfred H. Barr Jr. Award nel 1986. Le sono stati conferiti i diplomi di riconoscimento del Museo Popol Vuh e dell'Universidad Francisco Marroquin dal governo del Guatemala nel 1998.